# Sphaerellothecium cladoniae
Sphaerellothecium cladoniae är en lavart som först beskrevs av Alstrup & Zhurb., och fick sitt nu gällande namn av Hafellner 2005. Sphaerellothecium cladoniae ingår i släktet Sphaerellothecium och familjen Mycosphaerellaceae.   Inga underarter finns listade i Catalogue of Life.